# Васильев, Аркадий Иванович (историк)
Арка́дий Ива́нович Васи́льев (9 [22] января 1891; посёлок Сольцы, Порховский уезд, Псковская губерния, Российская империя — 15 апреля 1942; Ленинград, СССР) — советский историк и краевед, исследователь истории Псковского края. Заведующий Архивом Ленинградского отделения Института истории АН СССР.

## Биография
А. И. Васильев родился 9 (22) января 1891 года в посёлке Сольцы Порховского уезда Псковской губернии в семье конторского служащего. Окончил Псковское реальное училище. В 1902 году его семья переехала в Санкт-Петербург. Там А. И. Васильев поступил в Василеостровское коммерческое училище, которое окончил в 1908 году. В том же году он поступил на годичные курсы для подготовки учителей глухонемых, а по окончании курсов с января 1909 до осени 1913 года преподавал в Мариинской школе глухонемых в деревне Мурзинке в окрестностях Санкт-Петербурга. С 1914 года давал частные уроки, а также работал в конторским служащим на фабрике Ж. Бормана.
Осенью 1915 года А. И. Васильев был мобилизован в Русскую армию. Служил писарем в запасном автоброневом дивизионе в Петрограде. Весной 1917 года он демобилизовался и продолжил преподавательскую работу в Мариинской школе глухонемых, а осенью 1918 года перешёл в Отофонетический институт.
Весной 1919 года во время Гражданской войны А. И. Васильев был призван в Красную армию и направлен в запасную автороту в Петрограде. Преподавал в школьном отделе Петроградского губвоенкомата, а в 1920 году был назначен заведующим школьно-лекторской секцией. В феврале 1921 года он демобилизовался и был переведён в Петроградский губполитпросвет на должность заведующего военной и губернской секциями ГубЧК по ликвидации безграмотности. За руководство работой в воинских частях по борьбе с безграмотностью А. И. Васильев был награждён серебряными часами. После реорганизации Губполитпросвета он в разное время работал заведующим школьной секцией, лекторским бюро, Внешкольным педагогическим музеем. По совместительству также заведовал вечерней общеобразовательной школой для взрослых им. Алексеева.
В апреле 1924 года А. И. Васильев вместе с ещё с 20 представителями интеллигенции разных профессий и с различным образованием был арестован органами ОГПУ по подозрению в принадлежности к «контрреволюционной организации» и помещён в Дом предварительного заключения, но в июне того же года он, как и все остальные, был освобождён за недоказанностью обвинения.
После освобождения А. И. Васильев продолжил вести преподавательскую деятельность. После образования в 1927 году в Ленинграде группы Псковского общества краеведения он стал посещать её собрания, выступать с докладами и сообщениями. 31 августа 1930 года А. И. Васильев приехал в Псков, где в помещении Дома работников просвещения выступил с докладом «Псковские святые», который был подготовлен по новым, ранее неизвестным материалам. С 1931 года он регулярно стал посещать учёные собрания Историко-археографической комиссии и сотрудничать с ней по договору. С марта 1933 года А. И. Васильев стал работать в Музее истории религии АН СССР, в котором руководил Отделом музейных фондов. В феврале 1934 года он был зачислен в Историко-археографический институт АН СССР научным сотрудником, а после преобразования последнего в Ленинградское отделение Института истории АН СССР стал его научным сотрудником. В сентябре 1940 года А. И. Васильев был назначен заведующим Архивом ЛОИИ.
А. И. Васильев умер от голода 15 апреля 1942 года в блокадном Ленинграде во время Великой Отечественной войны.

## Краеведческая и научная деятельность
С 1912 года А. И. Васильев как краевед начал заниматься историей Псковского края. Изучив большое число исторических источников, а также дореволюционную историографию, он накопил значительный материал, который использовал для публикаций научно-популярных статей в газетах и в специальных научных и краеведческих изданиях.
Позднее научный интерес А. И. Васильева выходил за рамки истории Псковского края. Работая в Музее истории религии, а затем в ЛОИИ, он выявлял архивные материалы по истории Иосифо-Волоколамского и Иверского Валдайского монастырей, по истории крепостной деревни первой половины XVIII века и пр. Принимал участие в коллективных работах по подготовке к печати сборников материалов и документов, среди которых: сборник документов «Расспросные речи крестьян в Монастырском приказе первой половины XVIII в.» и 1-й том издания «Крестьяне и помещики в первой половине XVIII в.» Во время Великой Отечественной войны участвовал в составлении сборника документов и материалов «Отечественная война 1812 г.», вышедшем в 1941 году под редакцией академика Е. В. Тарле (в частности А. И. Васильев является автором отредактированной вводной статьи к нему, с. VII—XXIV).

## Неизданное наследие
В Архиве СПбИИ РАН сохранилась полностью подготовленная к печати, но неизданная монография А. И. Васильева «Антирелигиознику о псковских святынях. Святые, явленные, чудотворные и особо чтимые иконы, культовые объекты и места западной части Ленинградской области». Рукопись датирована 1931 годом. Несмотря на то, что в ней отражён дух эпохи, в плане отрицания религиозных и, отчасти, патриотических ценностей, многие наблюдения автора сохраняют научную значимость, например, для изучения истории канонизации святых Русской православной церковью, темы, которой не уделялось внимание советскими историками.
В том же архиве, среди прочего, сохранились сделанные А. И. Васильевым выписки из летописей, писцовых книг и научной литературы, которые он впоследствии использовал в исследованиях, а также оставшиеся неизданными рукописи А. И. Васильева по истории Пскова. Среди них: машинописная статья «К плану Пскова», в которой проанализированы топографические данные для составления плана древнего города; очерк «Псков в 1608—1612 гг.», с подробный анализом событий, происходивших в крае в Смутное время; рукописи по теме Хлебного бунта 1650 года; Ледового побоища и пр., а также другой собранный им материал, которым автор не успел воспользоваться.